# EPTI
EPTI AB (publ) är ett svenskt teknikbolag noterat på Nasdaq First North Growth Market.  Bolaget grundades 2017 av den svensk-bosniske entreprenören Arli Mujkic.
EPTI består av två affärsområden; EPTI Services AB och EPTI Invest AB. Inom EPTI Services AB bedrivs konsultverksamhet för att utveckla bolagets intressebolag inom EPTI Invest AB. Affärsområdet tar även externa konsultuppdrag. Inom EPTI invest AB görs investeringar inom segmenten SaaS, Fintech, Marketplace och Gaming. Antalet portföljbolag uppgår till över 20 stycken.
Ett av portföljinnehaven, nätapoteket Apotekamo AB, genomförde i augusti 2022 en finansieringsrunda där bolaget fick in totalt 26,5 MSEK på en värdering om 152 MSEK. Rundan leddes av EPTI själva, det tyska affärsängelbolaget Angelgate och den bosniske fotbollsspelaren Hasan ”Brazzo” Salihamidžić som i och med transaktionen blev bolagets tredje största ägare efter EPTI och Angelgate.